# Burg Reschenstein
Die Burg Reschenstein befindet sich auf einem bewaldeten, von der Ilz in einer Schleife umflossenen Bergrücken unweit des Passauer Stadtteils Hals. Die hochmittelalterliche Anlage mit viereckigem Bergfried wurde erstmals 1384 in einer Schriftquelle als Vorwerk der Burg Hals erwähnt. Die Anlage wird als Bodendenkmal unter der Aktennummer D-2-7446-0018 im Bayernatlas als „untertägige mittelalterliche und frühneuzeitliche Befunde und Funde im Bereich der Burgruine Reschenstein“ geführt. Ebenso ist sie unter der Aktennummer D-2-62-000-686 als Baudenkmal von Hals verzeichnet.

## Geschichte

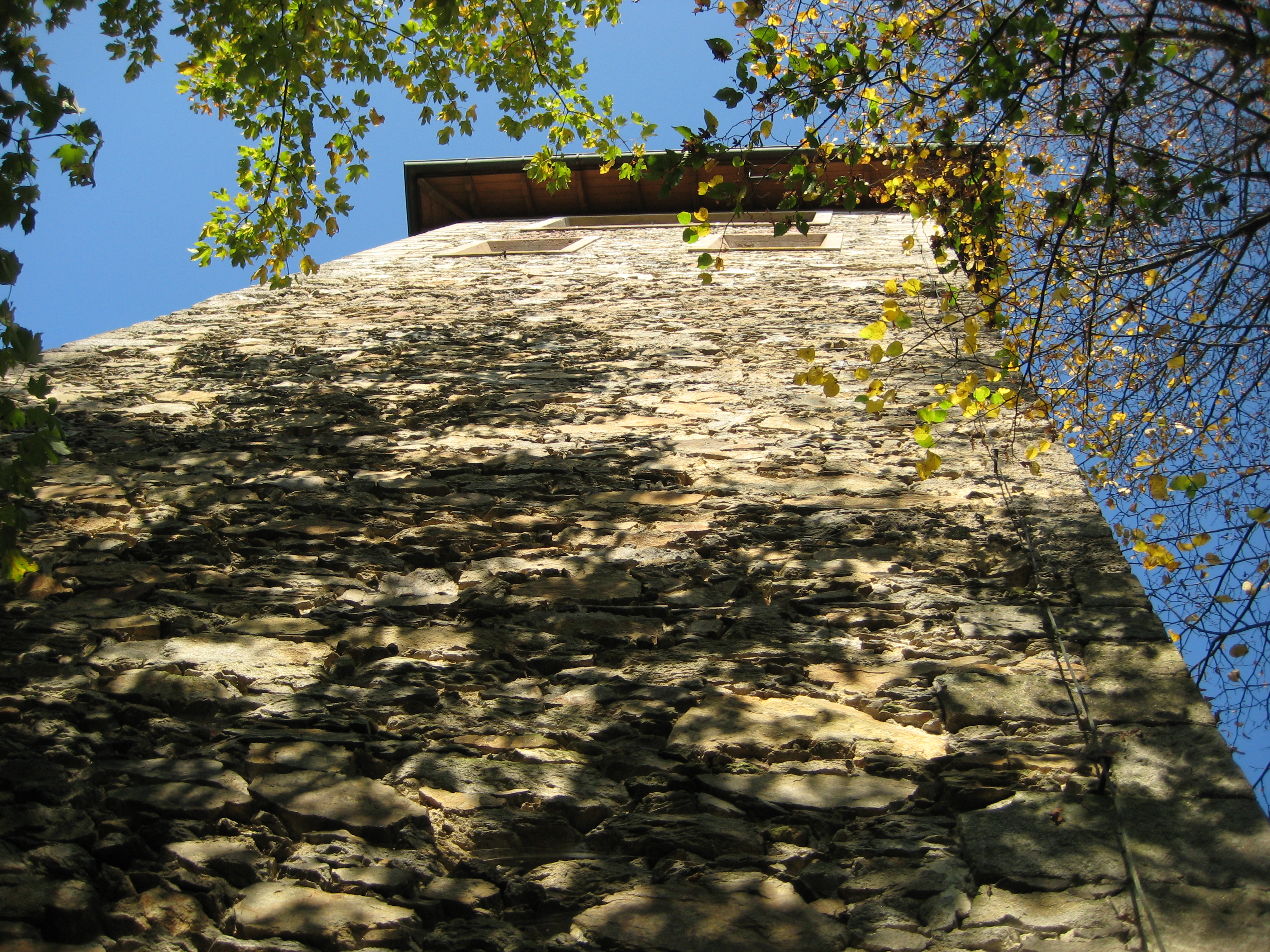
Bergfried der Burg

Anfang des 16. Jahrhunderts bewohnte ein bischöflicher Pfleger die Spornburg, danach wurde sie verlassen und verfiel. 1690 fiel sie durch einen Grenzvertrag mit Bayern wieder an die Grafschaft Hals. Zwischen 1816 und 1819 wurden Mauerteile der Burg für die Errichtung der Halser Pfarrkirche verwendet. Franz Stockbauer, der Gründer der Löwenbrauerei Passau, kaufte die Burg 1907 und ließ sie zum Landsitz ausbauen. Ende des Zweiten Weltkriegs wurde sie vorübergehend als Flüchtlingslager verwendet. Heute befindet sich die Burg in Privatbesitz. Ausgebaut, überdacht und nutzbar ist lediglich der Bergfried. Die übrigen Anlagen sind teils als Ruinen erhalten, teils völlig verschwunden.